# Erythroxylum nitidulum
Erythroxylum nitidulum là một loài thực vật có hoa trong họ Erythroxylaceae. Loài này được Baker mô tả khoa học đầu tiên năm 1883.